# Teoria da Internet Morta
A teoria da Internet morta é uma teoria da conspiração que afirma que, devido a um esforço coordenado e intencional, a Internet agora consiste principalmente em atividade de bots e conteúdo gerado automaticamente, manipulado por curadoria algorítmica para controlar a população e minimizar a atividade humana orgânica. Os defensores da teoria acreditam que esses bots sociais foram criados intencionalmente para ajudar a manipular algoritmos e impulsionar resultados de pesquisa, a fim de manipular os consumidores. Alguns defensores da teoria acusam as agências governamentais de usar bots para manipular a percepção pública. A data dada para esta "morte" é geralmente por volta de 2016 ou 2017. A teoria da Internet morta ganhou força porque muitos dos fenómenos observados são quantificáveis, como o aumento do tráfego de bots, mas a literatura sobre o assunto não apoia a teoria completa.

## Origens e propagação
A origem exata da teoria da Internet morta é difícil de identificar. Em 2021, uma publicação intitulada "Teoria da Internet Morta: a Maioria da Internet É Falsa" foi publicada no fórum esotérico Macintosh Cafe do Agora Road por um usuário chamado "IlluminatiPirate", alegando estar-se a basear em publicações anteriores do mesmo fórum e do Wizardchan, e marcando a disseminação do termo além desses painéis de imagens iniciais. A teoria da conspiração entrou na cultura pública através de uma ampla cobertura e foi discutida em vários canais de alto nível do YouTube. Ganhou mais atenção do público com um artigo no The Atlantic intitulado "Talvez não tenha notado, mas a Internet 'morreu' há cinco anos". Este artigo foi amplamente citado por outros artigos sobre o tema.

## Reivindicações
A teoria da Internet morta tem dois componentes principais: que a atividade humana orgânica na web foi substituída por bots e resultados de pesquisa com curadoria algorítmica, e que os intervenientes estatais estão a fazê-lo num esforço coordenado para manipular a população humana. A primeira parte desta teoria, de que os bots criam grande parte do conteúdo na internet e talvez contribuam mais do que o conteúdo humano orgânico, tem sido uma preocupação há algum tempo, com a publicação original de "IlluminatiPirate" citando o artigo "Quanto da Internet é falso? Acontece que, na verdade, muito dela" na revista New York. A Teoria da Internet Morta continua a incluir que o Google e outros motores de busca estão a censurar a Web ao filtrar conteúdo que não é desejável, limitando o que é indexado e apresentado nos resultados da pesquisa. Embora o Google possa sugerir que há milhões de resultados de pesquisa para uma consulta, os resultados disponíveis para um utilizador não refletem isso. Este problema é agravado pelo fenómeno conhecido como link rot, que é causado quando o conteúdo de um site fica indisponível e todos os links para ele em outros sites são quebrados. Isto levou à teoria de que o Google é uma aldeia Potemkin e que a Web pesquisável é muito menor do que somos levados a acreditar. A Teoria da Internet Morta sugere que isso faz parte de uma conspiração para limitar os usuários a conteúdo selecionado e potencialmente artificial online.
A segunda metade da teoria da Internet morta baseia-se neste fenómeno observável ao propor que o governo dos EUA, as empresas ou outros intervenientes estão intencionalmente a limitar os utilizadores a conteúdos com curadoria e potencialmente artificiais gerados por IA, para manipular a população humana por uma variedade de razões. Na publicação original, a ideia de que os bots substituíram o conteúdo humano é descrita como a "armadilha", com a "tese" da própria teoria focando no governo dos Estados Unidos como responsável por isso, afirmando: "O governo dos EUA está-se a envolver numa manipulação de toda a população mundial alimentada por inteligência artificial."

## Visão de especialistas
Caroline Busta, fundadora da plataforma de media New Models, foi citada em um artigo de 2021 no The Atlantic chamando grande parte da teoria da Internet morta de "fantasia paranóica", mesmo que haja críticas legítimas envolvendo o tráfego de bots e a integridade da Internet, mas ela disse que concorda com a "ideia abrangente".” Em um artigo no The New Atlantis, Robert Mariani chamou a teoria de uma mistura entre uma teoria da conspiração genuína e uma creepypasta.
Em 2024, a teoria da Internet morta foi algumas vezes usada para se referir ao aumento observável no conteúdo gerado por meio de grandes modelos de linguagem (LLMs), como o ChatGPT, aparecendo em espaços populares da Internet sem menção à teoria completa.

## Provas

### Grandes modelos de linguagem
Transformadores pré-treinados generativos (do inglês, Generative pre-trained transformers) (GPTs) são uma classe de grandes modelos de linguagem (LLMs) que empregam redes neurais artificiais para produzir conteúdo semelhante ao humano. O primeiro deles a ser bem conhecido foi desenvolvido pela OpenAI. Esses modelos criaram uma controvérsia significativa. Por exemplo, Timothy Shoup do Instituto de Estudos do Futuro de Copenhaga disse em 2022 que "no cenário em que o GPT-3 'se solta', a Internet seria completamente irreconhecível". Ele previu que, num tal cenário, 99% a 99,9% do conteúdo online poderia ser gerado por IA entre 2025 e 2030. Essas previsões foram usadas como prova para a teoria da Internet morta.
Em 2024, o Google relatou que seus resultados de pesquisa estavam a ser inundados com sites que "pareciam ter sido criados para mecanismos de busca em vez de pessoas". Em correspondência com o Gizmodo, um porta-voz do Google reconheceu o papel da IA generativa na rápida proliferação de tal conteúdo e que poderia deslocar alternativas mais valiosas feitas pelo homem. Espera-se que os bots que usam LLMs aumentem a quantidade de spam e corram o risco de criar uma situação em que os bots que interagem entre si criam "prompts auto-replicantes" que resultam em loops que apenas utilizadores humanos poderiam interromper.

#### ChatGPT
ChatGPT é uma IA chatbot cujo lançamento no final de 2022 para o público em geral levou os jornalistas a chamar a teoria da Internet morta de potencialmente mais realista do que antes. Antes do lançamento do ChatGPT, a teoria da Internet morta enfatizava principalmente organizações governamentais, corporações e indivíduos alfabetizados em tecnologia. O ChatGPT dá ao utilizador comum da internet acesso a modelos de linguagem de grande dimensão. Essa tecnologia causou preocupação de que a Internet se enchesse de Conteúdo criado por meio do uso de IA que abafaria o conteúdo humano orgânico.

### Tráfego de bots
Em 2016, a empresa de segurança Imperva lançou um relatório sobre o tráfego de bots e descobriu que os programas automatizados eram responsáveis por 52% do tráfego da web. Este relatório foi usado como prova em relatórios sobre a teoria da Internet morta. O relatório da Imperva para 2023 descobriu que 49,6% do tráfego da Internet foi automatizado, um aumento de 2% em relação a 2022, que foi parcialmente atribuído a modelos de inteligência artificial que extraíam conteúdos da web para conteúdo de treinamento.

### Facebook

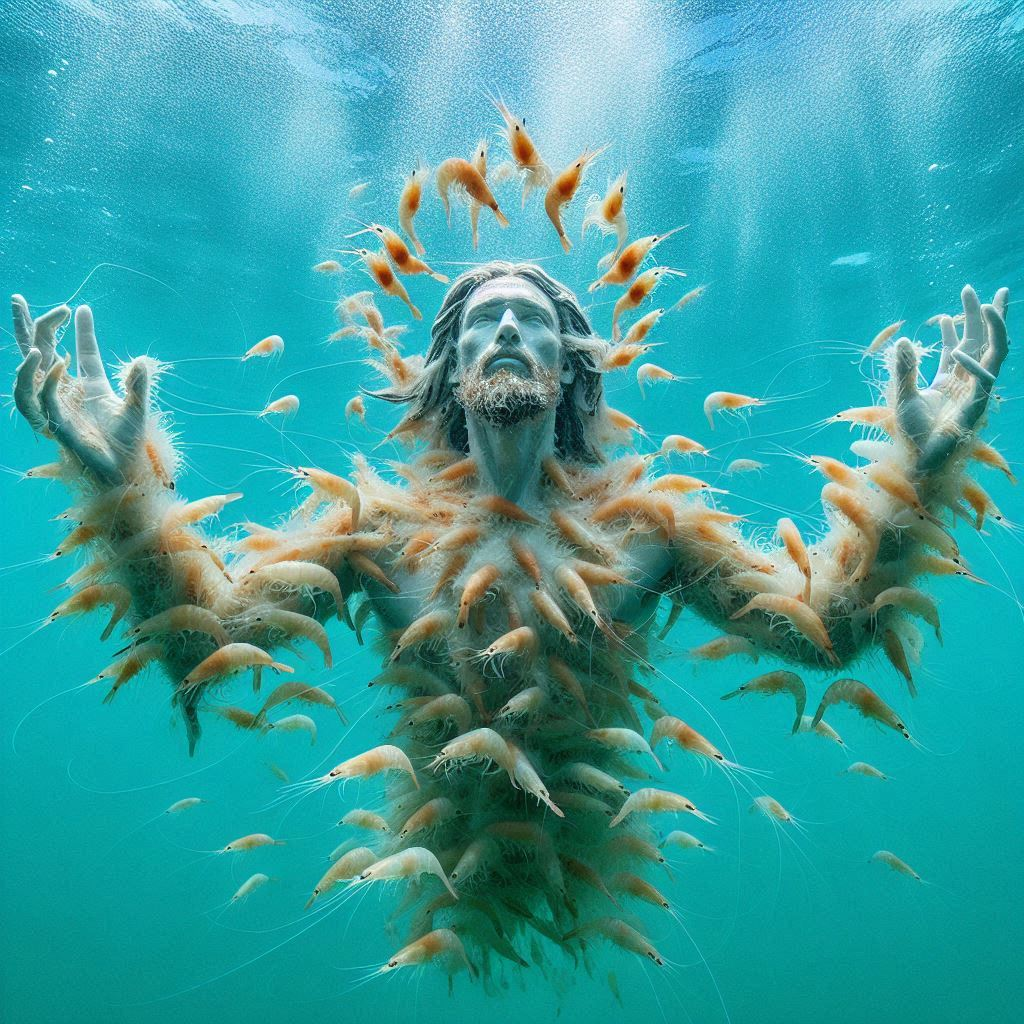
Imagem gerada por IA de "Camarão Jesus"

Em 2024, as imagens geradas por IA no Facebook, conhecidas como " AI slop ", começaram-se a tornar virais. Os temas dessas imagens geradas por IA incluíam várias iterações de Jesus "mescladas em várias formas" com camarões, comissários de bordo e crianças negras ao lado de obras de arte que eles supostamente criaram. Muitas dessas iterações têm centenas ou mesmo milhares de comentários de IA que dizem "Amém". Estas imagens foram referidas como um exemplo do motivo pelo qual a Internet se sente "morta".
O Facebook inclui uma opção para fornecer respostas geradas por IA para publicações de grupo. Essas respostas aparecem se um utilizador marcar explicitamente @MetaAI em uma publicação ou se a publicação incluir uma pergunta e nenhum outro utilizador tiver respondido em uma hora.
Em janeiro de 2025, o interesse pela teoria foi renovado após declarações da Meta sobre seus planos de introduzir novas contas autónomas alimentadas por IA. Connor Hayes, vice-presidente de produtos para IA generativa na Meta, declarou: “Esperamos que essas IAs, com o tempo, realmente existam nas nossas plataformas, da mesma forma que as contas... Elas terão biografias e fotos de perfil e serão capazes de gerar e compartilhar conteúdo alimentado por IA na plataforma.”

### Reddit

Uma imagem publicada em muitos subreddits como protesto durante o apagão

No passado, o Reddit permitia acesso gratuito à sua API e dados, o que permitia aos usuários empregar aplicações de moderação de terceiros e treinar IA na interação humana. Em 2023, a empresa passou a cobrar pelo acesso ao seu conjunto de dados de usuários. Espera-se que as empresas que treinam IA continuem a usar esses dados para treinar futuras IAs.[carece de fontes?] À medida que LLMs como o ChatGPT se tornam disponíveis ao público em geral, eles estão sendo cada vez mais empregados no Reddit por utilizadores e contas de bots. O professor Toby Walsh da Universidade de New South Wales disse em uma entrevista ao Business Insider que treinar a próxima geração de IA em conteúdo criado por gerações anteriores pode fazer com que o conteúdo sofra. O professor da Universidade do Sul da Flórida, John Licato, comparou esta situação de conteúdo da web gerado por IA que inunda o Reddit à teoria da Internet morta.

### Twitter

#### Tweets do tipo "odeio enviar mensagens de texto"
Desde 2020, várias contas do Twitter começaram a postar tweets iniciando com a frase "Eu odeio enviar mensagens de texto", seguida de uma atividade alternativa, como "Eu odeio enviar mensagens de texto, só quero segurar a tua mão" ou "Eu odeio enviar mensagens de texto, vem morar comigo". Essas publicações receberam dezenas de milhares de gostos, muitos das quais são suspeitos de serem de contas de bots. Os defensores da teoria da Internet morta usaram estas contas como exemplo.

#### A aquisição do Twitter por Elon Musk
A proporção de contas do Twitter administradas por bots tornou-se uma questão importante durante a aquisição da empresa por Elon Musk. Musk contestou a afirmação do Twitter de que menos de 5% dos seus utilizadores ativos diários monetizáveis (mDAU) eram bots. Musk contratou a empresa Cyabra para estimar qual a percentagem de contas do Twitter que eram bots, com um estudo a estimar 13,7% e outro a estimar 11%. A CounterAction, outra empresa contratada por Musk, estimou que 5,3% das contas eram bots. Algumas contas de bot fornecem serviços, como um bot conhecido que pode fornecer preços de ações quando solicitado, enquanto outros "trollam", espalham informações erradas ou tentam enganar os utilizadores. Os que acreditam na teoria da Internet morta apontaram este incidente como prova.

### TikTok
Em 2024, o TikTok começou a discutir a oferta de uso de influenciadores virtuais para agências de publicidade. Num artigo de 2024 na Fast Company, o jornalista Michael Grothaus vinculou este e outros conteúdos gerados por IA nas redes sociais à Teoria da Internet Morta. Neste artigo, referiu-se ao conteúdo como “AI-slime”.

### YouTube "A Inversão"
No YouTube, existe um mercado online de visualizações falsas para aumentar a credibilidade de um vídeo e atingir públicos mais amplos. A certa altura, as visualizações falsas eram tão prevalentes que alguns engenheiros ficaram preocupados que o algoritmo do YouTube para detectá-las começasse a tratar as visualizações falsas como padrão e começasse a classificar incorretamente as reais. Os engenheiros do YouTube cunharam o termo "a Inversão" para descrever esse fenómeno. Os bots do YouTube e o medo da "Inversão" foram citados como suporte para a teoria da Internet morta em um tópico no fórum da Internet Melonland.

### SocialAI
O SocialAI é uma aplicação criada em 18 de setembro de 2024 para conversar apenas com bots de IA, sem interação humana. O seu criador foi Michael Sayman, um ex-líder de produto do Google que também trabalhou no Facebook, Roblox e Twitter. Um artigo no site Ars Technica vinculou a SocialAI à Teoria da Internet Morta.

## Na cultura popular
A teoria da internet morta tem sido discutida entre utilizadores da plataforma de media social Twitter. Os utilizadores notaram que a atividade do bot afetou a sua experiência. Vários canais do YouTube e comunidades online, incluindo os fóruns Linus Tech Tips e o subreddit Joe Rogan, abordaram a teoria da Internet morta, o que ajudou a promover a ideia no discurso convencional. Também houve discussões e memes sobre esse tópico na aplicação TikTok, devido ao fato de que o conteúdo gerado por IA se tornou mais popular.